# Basurtu-Zorrotza

Ubicació de Basurtu-Zorrotza

Basurtu-Zorrotza és un districte de Bilbao. Té una superfície de 49,51 quilòmetres quadrats i una població de 34.075 habitants (2006).

## Situació
Limita al nord amb Deusto, a l'est amb Abando i Errekalde, a l'oest amb Barakaldo i al sud amb Alonsotegi.

## Barris
Comprèn els barris d'Altamira, Basurtu, Olabeaga, Masustegi i Zorrotza.